# Porc de Vendée
 (novembre 2014).
Porc de Vendée est une marque de certification exploitée dans le cadre d'une filière de production agricole de plein-air et de transformation agroalimentaire industrielle de viande porcine issue d'élevages majoritairement vendéens. Le mode d'obtention de ces carcasses bouchères se déroule selon un cahier des charges attaché à une Indication géographique protégée obtenue en 1997. 

## Production des carcasses bouchères porc de Vendée

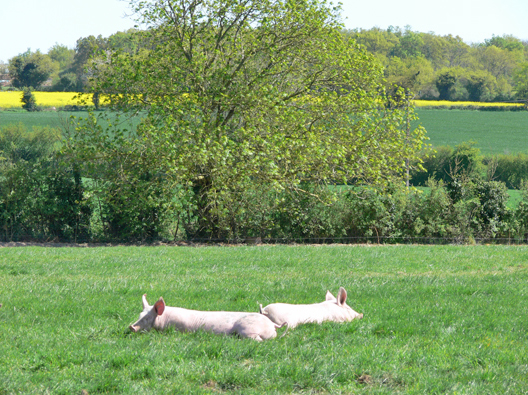
Cochons en plein-air, dans un parc enherbé, dévolus à la filière Porc de Vendée

Les éleveurs doivent suivre des critères spécifiques détenus dans un même cahier des charges qui définit :
- Les cochons sont issus de races sélectionnées pour leur résistance et leur moindre sensibilité au stress (large white, landrace, pietrain ou duroc).
- La superficie plein air par animal (83 m2 minimum). L’accès à un parcours extérieur obligatoire à partir de la 17e semaine minimum.
- L’alimentation composée de 70 % de céréales, de 25 % de protéines végétales (soja et colza) et de 5 % de vitamines et minéraux. Elle ne contient pas d’activateurs de croissance, ni d'OGM.
- Le « bien-être animal » (queues non coupées, dents non meulées, pas de stress, etc). Mention d'honneur CIWF 2013. *
- Le respect du cycle naturel de croissance (6 mois soit 200 jours d’âge en moyenne)

## Transformation des carcasses bouchères Porc de Vendée
L'animal est collecté par camion dans les exploitations agricoles pour être dirigé vers un abattoir industriel de la filière.
Les carcasses porcines frappées du numéro de TVA de l'éleveur en contrat seront marquées « Porc de Vendée » par un tampon en bout de chaîne d'abattage uniquement si le poids et le pourcentage de muscle sont corrects et 16 heures minimum plus tard après la prise systématique du PH. 

## Organisation de la filière

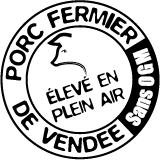
Estampille de la filière

La filière « Porc Fermier de Vendée Élevé en Plein Air sans OGM » (seule la dénomination « Porc de Vendée » a été validée à l'enregistrement de la Commission européenne) regroupe des transformateurs industriels du porc et une quinzaine d’éleveurs plus ou moins importants qui produisent une moyenne de 1000 cochons par éleveur et par année (soit 15000 porcs par an). Elle est représentée par « Vendée Qualité », un organisme de défense et de gestion qui gère le cahier des charges et veille au bon respect de ses conditions dans les élevages et les abattoirs.

## Label
Depuis 1998, la marque de certification « Porc de Vendée » bénéficie de l’IGP (Indication Géographique Protégée). 
Ce signe d'indication géographique européen garantit que les porcs sont nés, élevés et abattus dans une zone géographique déterminée, c'est-à-dire en Vendée et dans certains cantons des départements limitrophes (Loire-Atlantique, Maine-et-Loire, Deux-Sèvres, Charente-Maritime). L'ensemble des opérateurs de la filière est contrôlé par l'organisme certificateur « Certipaq ».

## Consommation

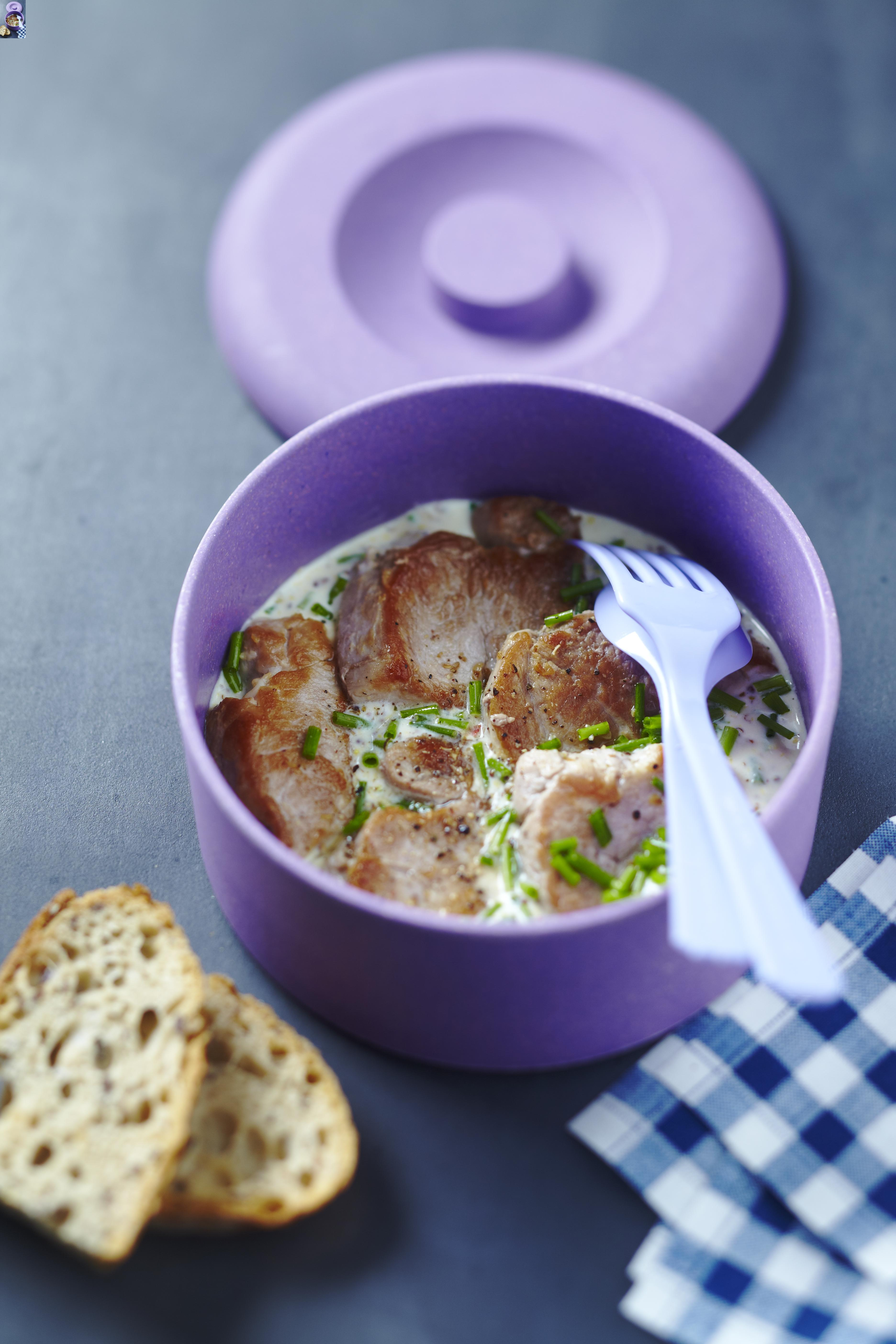
Filet mignon de porc moutarde ciboulette

L'entreprise de transformation agroalimentaire industriel « Tradition de Vendée » travaille en partenariat direct avec les éleveurs et représente un de leurs principaux acheteurs. L’entreprise déclare pratiquer « un commerce équitable avec ces fournisseurs tout en leur garantissant un équilibre financier ». Le prix du porc est indexé sur le cours des céréales, un planning prévisionnel est établi sur un an.

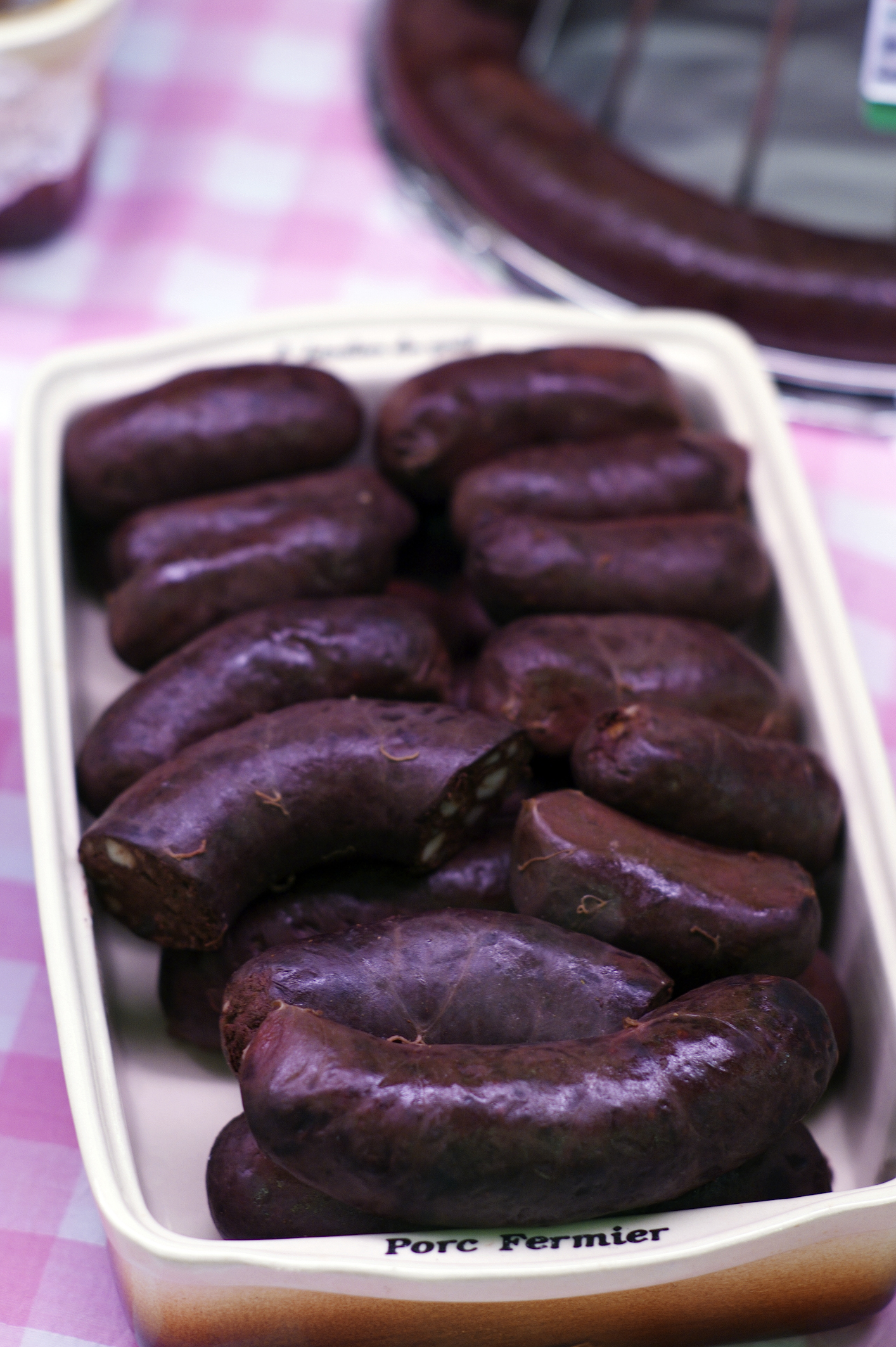
Boudin noir
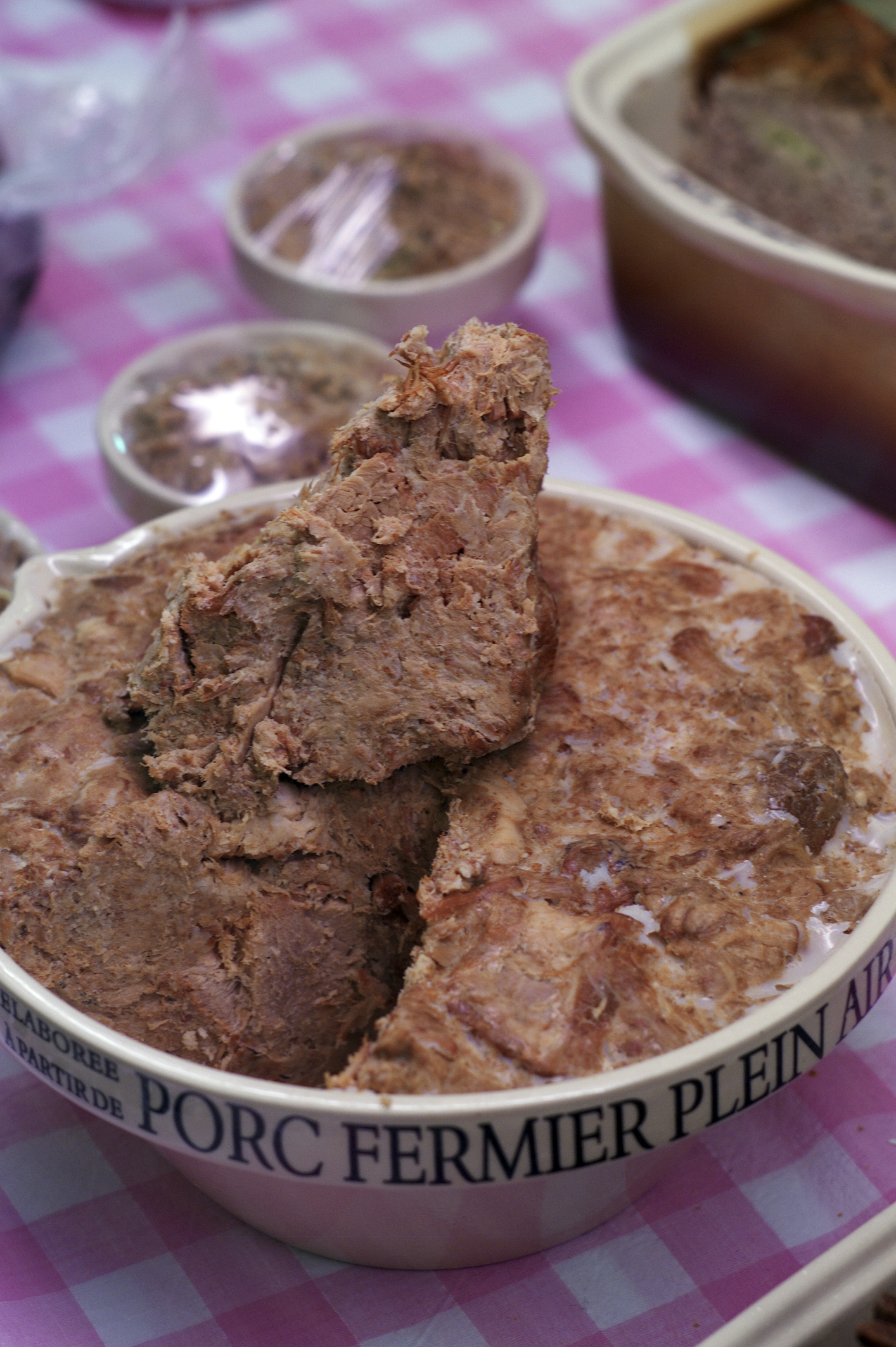
Rillettes
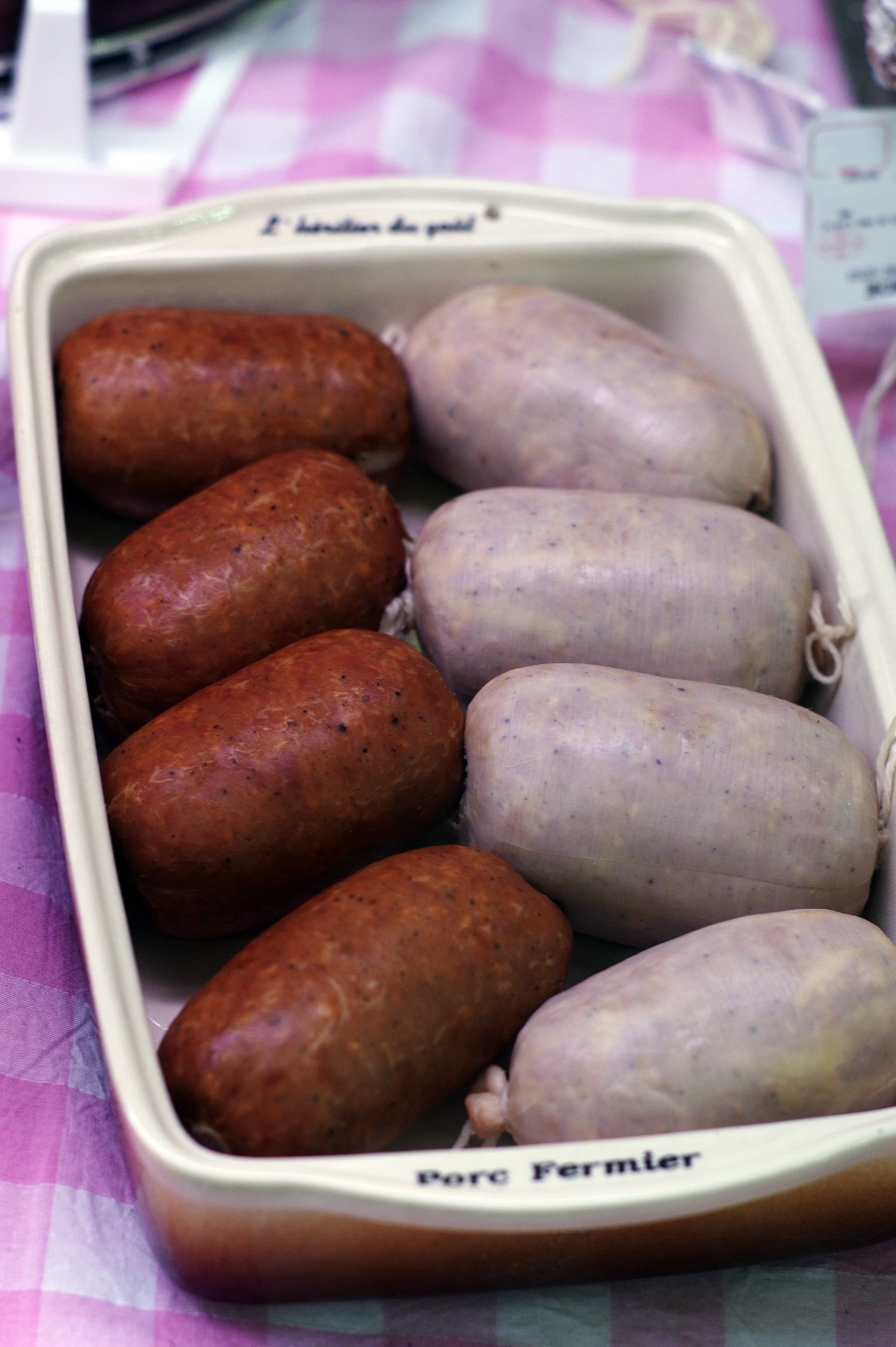
Saucissons

- L’Association Internationale de Protection des Animaux de Ferme (CIWF) a décerné aux éleveurs et au transformateur Tradition de Vendée, la mention d’honneur (catégorie Porc d’Or) aux « trophées du bien-être animal » en 2013. Ce prix est censé les récompenser pour leurs efforts et les soins apportés aux porcs de cette filière.

En 2017, la viande de marque « Porc de Vendée » a obtenu la médaille d'argent (1er prix) au Concours Général Agricole de Paris.